# Ludwig Wachler (litteraturhistoriker)

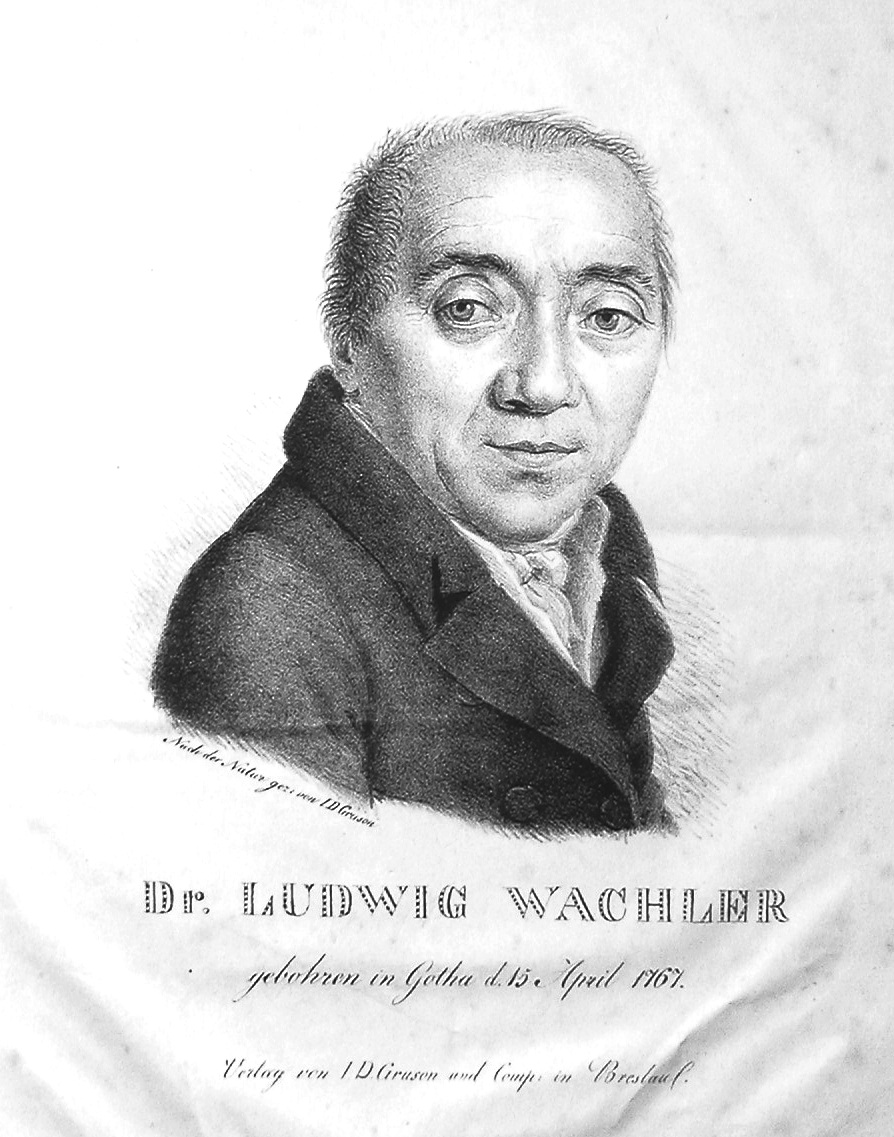
Ludwig Wachler.

Johann Friedrich Ludwig Wachler, född 15 april 1767 i Gotha, död 4 april 1838 i Breslau, var en tysk litteraturhistoriker. Han var far till juristen och politikern Ernst Wachler samt svärfar till filologen Franz Passow.
Wachler blev professor 1794 i teologi och 1797  tillika i historia vid universitetet i Rinteln, 1801 i filosofi och historia samt 1802 dessutom i teologi vid Marburgs universitet, 1805 konsistorialråd där, 1814 professor i historia samt konsistorialråd i Breslau och 1824 överbibliotekarie vid universitetet där. 
Av Wachlers arbeten kan nämnas Handbuch der Geschichte der Litteratur (två band, 1804; tredje upplagan i fyra band 1833), Geschichte der historischen Forschung und Kunst (två band, 1812-20), Vorlesungen über die Geschichte der deutschen Nationallitteratur (två band, 1818-19; andra upplagan 1834) och Philomathie (tre band, 1818-22). Han utgav 1793-1823 "Neue theologische Annalen".